# Ja živim svoj san
Ja živim svoj san je sedmi studijski album hrvatske džez i rok pevačice Zdenke Kovačiček, koji je 2002. objavila diskografska kuća Cantus.
Autor muzike i tekstova na materijalu su Marko Tomasović, Nevia Korpar i Inge Pivora, dok je producent i aranžer Duško Mandić.
Album sadrži dvanaest kompozicija, a od istaknutih kompozicija izdvojile su se "Vrati se u moje dane", "Ja živim svoj san", "Na kraju ponosna" i kompozicija koja je izvedena na Zadarfestu "Možda ni ne osjećaš kraj".
2002. godine za vokalno izvođenje na ovom albumu osvaja prestižnu hrvatsku diskografsku nagradu Porin u kategoriji za najbolji ženski vokal.

## Popis pjesama
1. "Vatrena"
2. "Vrati se u moje dane"
3. "Ja živim svoj san"
4. "Ako je ljubavi bilo"
5. "Ona koja dobiva"
6. "Nije mi žao"
7. "Previše sam te voljela"
8. "Ti nisi kao on"
9. "Na kraju ponosna"
10. "Još nosim tvoje dodire"
11. "Ponovno sretna"
12. "Možda ni ne osijećam kraj"